# Рамаліна канарська
Рамаліна канарська (Ramalina canariensis) — вид лишайників родини рамалінові (Ramalinaceae).

## Поширення
Середземноморський вид. Поширений у Південній Європі та Північний Африці. В Україні на території Криму проходить північна межа ареалу. Виявлений у гірському масиві Агармиш, урочищі Новий Світ поблизу міста Судак, у Балаклаві.

## Охорона
Вид занесений до Червоної книги України зі статусом «Рідкісний». Охороняється у Карадазькому природному заповіднику й на території пам’ятки природи загальнодержавного значення «Агармиський ліс».